# Sulirad
Sulirad – staropolskie imię męskie, złożone z dwóch członów: Suli- ("obiecywać" albo "lepszy, możniejszy") i -rad ("radosny, zadowolony"). Znaczenie imienia: "obiecujący radość".
Sulirad imieniny obchodzi 30 maja i 23 sierpnia.